# Tampur Boor
Tampur Boor is een bestuurslaag in het regentschap Aceh Timur van de provincie Atjeh, Indonesië. Tampur Boor telt 141 inwoners (volkstelling 2010).